# 全日本ツーリングカー選手権 (1994年-1998年)
全日本ツーリングカー選手権（ぜんにほんツーリングカーせんしゅけん、Japan Touring Car Championship：JTCC）は、1994年（平成6年）から1998年（平成10年）の5年間日本で開催されていた自動車レースの1カテゴリー。

## 概要

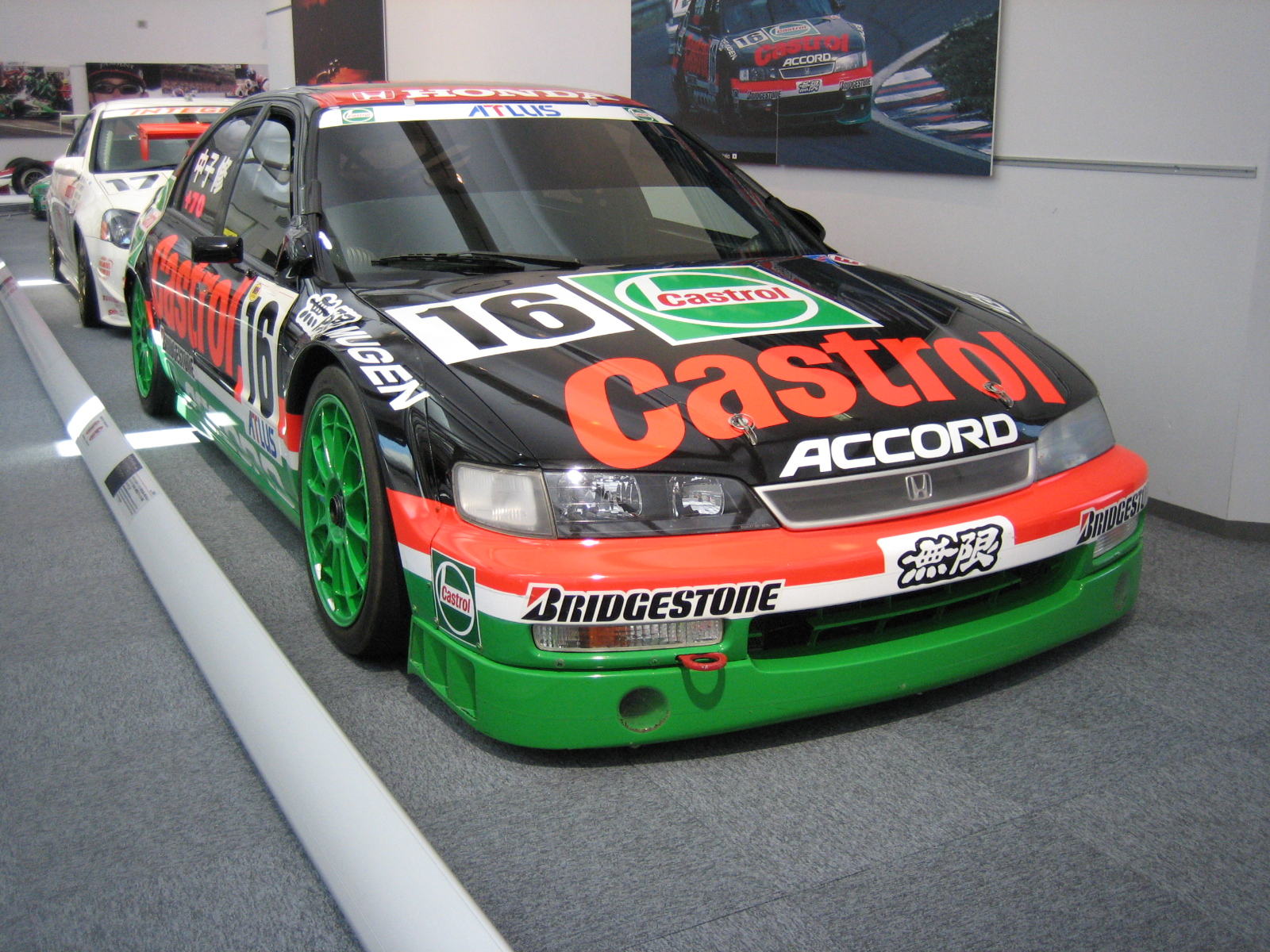
1997年シリーズ チャンピオンマシン
Castrol無限ACCORD (3X)

国際自動車連盟（FIA）による競技車両規定の変更（FIA・ツーリングカークラスII規定の新設）に伴い、1985年よりグループA規定の車両で争われた『全日本ツーリングカー選手権（JTC）』は、1994年からの開催に新たな展開を迎えた。
既にヨーロッパ圏内ではイギリスツーリングカー選手権（BTCC）に追従する形でクラスII規定を導入し人気を博していた事から、FIAはローカル・カテゴリーであったBTCCのレギュレーションを1993年に正式に国際レギュレーションとして導入する。さらに北米、南米、オーストラリアといった国々でもこの規定でレースが開催されていったことから、クラスIIへの移行は国際的な流れであったといえる。
初年度は車両規定を「ニューツーリングカー」と呼んでいたが、1995年からはGr.ST「スーパーツーリングカー」に改称している。

## レースの特徴
グループA時代のようなエンジン排気量によるクラス区分がなくなり、単一クラスのレースとなる。ベース車両が4輪、4座4ドア以上の量産車で、2L以下の自然吸気エンジン（同一メーカーなら別の車両のエンジンに載せ換えが可能）を車体前方に搭載した車両で行う。駆動方式により最低重量が決められ（初年度シーズンではFF車が950kg、FR車及びAWD車は1,050kgだったが、FF車の性能向上は目覚しくハンディ差は年毎に縮まっていった）、レブリミッターの装着によりエンジンの最高回転数を8,500rpmに制限する等、イコールコンディション化を図った。これによりサイドバイサイドのレースが展開され、この規定下による最大の見せ場となった。後にウエイトハンデ制なども取り入れるなどして同一車両・チームの独走をなくし、選手権獲得の行方を面白くする工夫も見られた。一方でグループAが500～600馬力であったのに対しノンターボのJTCCは300～350馬力程度しかなく、台数もクラス分けが無い分少なかったため、迫力不足であったことが指摘されている。
JTCが走行距離300〜800kmのセミ耐久レースであったのに対し、走行距離およそ100kmの2ヒート制スプリントレースで行われた。2ヒートのレース間にはインターバルが設けられ、短時間の中で行われるメカニックたちの車両整備も見所の一つであった。スプリントレースゆえの激しくぶつかり合いながらのサイドバイサイドや追い抜きが横行したため、スピンやコースアウトによる順位変動やアクシデントが日常茶飯事で、ドライバー同士の言い争いや喧嘩が散見された。
シリーズ開幕前にドライバーの中谷明彦は、1人1台のスプリント戦ではグループAと同じ台数がいてもドライバーの数が半分になることや、高橋国光／土屋圭市のようなコンビで人気のあるドライバーたちが片手落ちになってしまうことを危惧していた。また観戦したジャーナリストの御堀直嗣は、トップドライバー達による白熱のバトルに夢中になりつつも、短期戦故のぶつけ合いによるクラッシュで早々にスター選手たちが姿を消してしまうということの寂しさや、ドライバーたちが勝ちを焦るばかりでバトルを楽しむ余裕が無いことが観戦者目線でも伝わってきたことを指摘している。
JTCCはJTCと同じくワンメイクレース状態で終焉を迎えることになるが、JTCの最終戦インターTECが94,600人動員の大盛況で終わったのに対し、JTCCはスーパー耐久との併催で37,000人という少々寂しい幕引きとなった。
結果的に市販車然とした大衆向けセダンのスプリントレースが受ける欧州とは違い、レーシングカー然とした派手なスポーツクーペのレースの方が人気の日本では、コアなレースファンはともかく全体的な集客は今ひとつであった。本レースの消滅後、現在まで同じようなコンセプトのプロフェッショナルレースが日本で根付いていないのも、そうしたレース文化の違いを表しているといえる。

## 歴史

### 1994年（平成6年）
開催初年度の参戦メーカーはトヨタ、日産、ホンダ、マツダ、BMW、ボクスホール（シーズン途中でオペルに名称変更）等多数であった。
最終戦の富士スピードウェイインターTECでは、ランキングトップのトム・クリステンセン（コロナ）、2番手のスティーブ・ソパー（BMW318i）、そして3番手の関谷正徳（コロナ）の順でレースが始まったが、第1レース（第17戦）でクリステンセンが入賞圏外に後退すると、ソパーもリタイヤを喫した。続く第2レース（第18戦）では追いすがるソパーに対し、チームメイトの鈴木亜久里の掩護もあって、関谷が逆転シリーズチャンピオンを獲得した。
チームタイトルは、名門・トヨタチームトムスとBTCCなどでも経験が豊富なBMWチームシュニッツァーの一騎討ちとなったが、トムスが同士討ちやマシントラブルに見舞われるのに対して、シュニッツァーはソパーをエースに、ヨアヒム・ヴィンケルホック、レオポルド・プリンツ・フォン・バイエルンをサポート役に回す徹底したチームプレイが功を奏し、チームタイトルを獲得した。

### 1995年（平成7年）

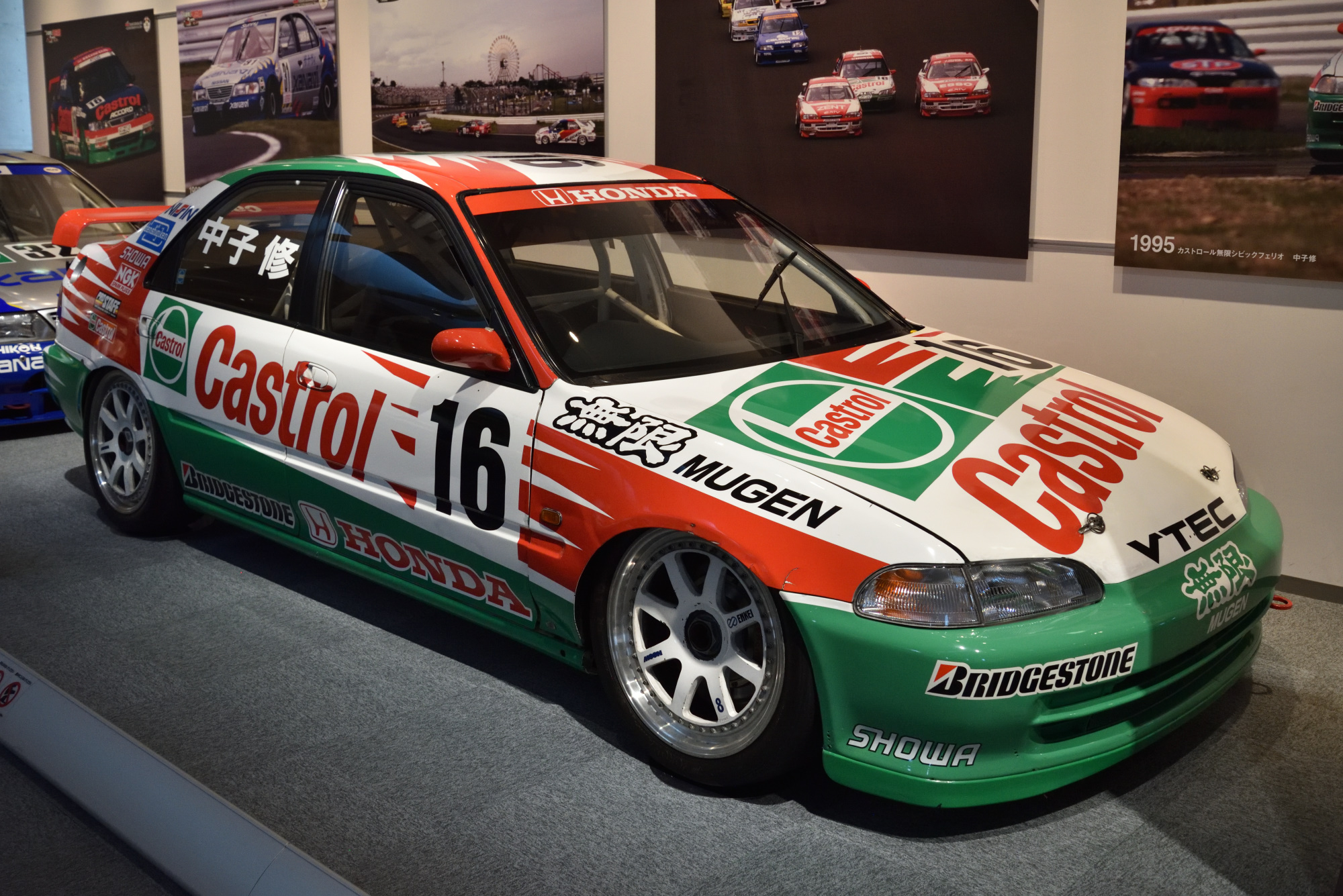
ホンダ・カストロール・無限・シビック（中子修）

車両カテゴリーの名称が「ニューツーリング」から、国際的な名称の「スーパーツーリング（Gr.ST）」に変更され、トヨタは、主力マシンをコロナからコロナエクシヴに変更した。
95年のレギュレーション改正ではフロントスポイラー、リアウィングといったエアロパーツに関して、元から付いている物以外に一種類に限り装着が可能となり、車体の空力性能が向上した。また、この年からレースをより接戦にするため、ウエイトハンディキャップ制が導入され、第1レースの1位に20kg、2位に10kgのウエイトが積まれるようになる。
最終戦の富士インターTECでは、ランキングトップに前年チャンピオンの関谷正徳（エクシヴ）、2番手がスティーブ・ソパー（BMW318i）で、しかも18ポイントもの差があり関谷には充分余裕がある状態で始まった。しかし第1レース（第15戦）では、関谷、トム・クリステンセン（エクシヴ）、そしてソパーのチームメイト、ヨアヒム・ヴィンケルホック（BMW318i）の3台がともに接触してリタイヤを喫したうえ、ソパーの優勝でポイント差はなくなった。仕切り直しの第2レース（第16戦）でも関谷が6位でレースを終えたのに対してソパーは2位でゴールし、逆転シリーズチャンピオンを獲得、前年の雪辱を果たした。チームタイトルもBMWチームシュニッツァーが2年連続で獲得して、ダブルタイトルを得ることとなったが、3年以内にチャンピオンを獲ることを目標としていたBMWチームシュニッツァーは、この年限りで撤退した。チャンピオン争いは2年連続でトヨタとBMWの争いとなったが、日産とオペルも善戦し、シリーズ3位はプリメーラの星野一義、次ぐシリーズ4位にはベクトラをドライブするアンソニー・レイドが入った。

### 1996年（平成8年）
それまで第1レースの結果が第2レースのスタートグリッドを決める方式だったが、この年から土曜日の二回の予選がそれぞれ第1レース・第2レースのスタートグリッドを決める方式に変更された。この年ホンダは、シビックフェリオから、より大きい車体のアコードに変更した。またニッサンもプリメーラをP10型ベースからP11型ベースへ変更した。
96年のレギュレーション改正ではウエイトハンディが1位に30kg、2位に20kg、3位に10kgに変更された。
前年チャンピオンのBMWチームシュニッツァーが不在な中、低いCd値でストレートの速さが武器のトヨタ・エクシヴに期待が集まっていたが、アコードも同様に空力特性に優れる上、コーナリングスピードの速さも備えており、あらゆるコースで強さを発揮した。しかしシーズンを通して、車両レギュレーションの解釈についての問題が絶えず、アコードはサスペンション形状に違反があるとして第4大会（美祢）を欠場し車両改修を行なった（実際には翌年用に開発を進めていたものを急遽前倒しして対応した）。チャンピオンの座はそのアコードを駆る服部尚貴と中子修との間で争われ、さらに、最終戦でもホンダの連勝でレースを終えたにもかかわらず、他陣営からアンダーパネルの形状にクレームがつけられ服部（ムーンクラフト）、中子（無限）ともに失格の仮裁定を受けた。両チームは裁定を不服としてJAF審査委員会及び中央審査委員会へ提訴を繰り返したものの翌年4月に最終結審が言い渡され判定は覆らなかった。しかし、それまでの有効ポイントの貯金から服部がドライバーチャンピオンを獲得、チームタイトルはトヨタチームトムスが獲った。ちなみにシリーズ3位を獲得したトムスのミハエル・クルムは第4戦で優勝した他、全大会でポイントを獲得する活躍をみせた。マツダは同年限りで撤退している。

### 1997年（平成9年）

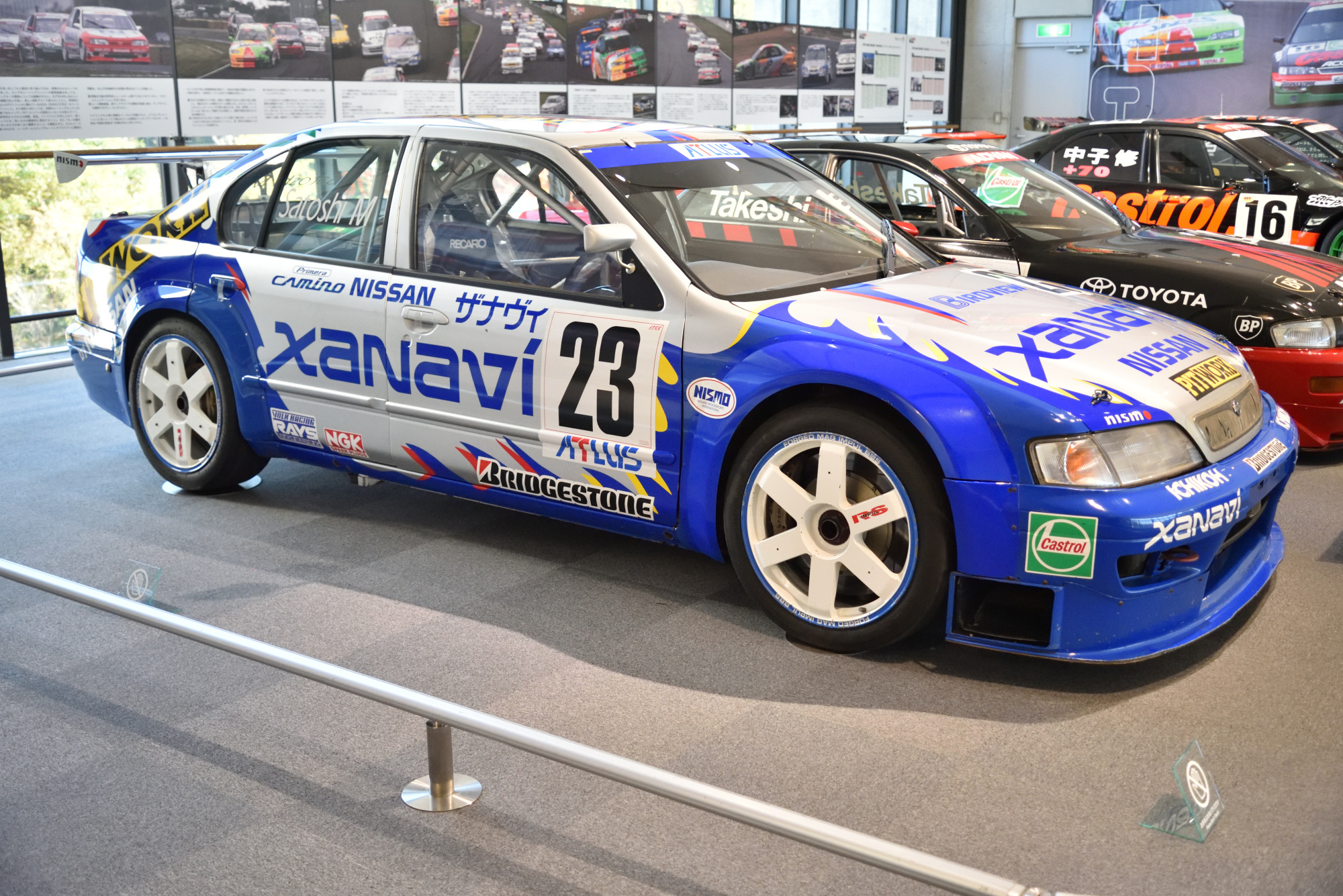
日産・プリメーラ・ザナヴィ・カミノ（本山哲）

この頃になると3メーカーの開発競争が激化し、開発資金が高騰。また、日本限定のレギュレーションを作るなどしたため、海外との交流が難しくなった。トヨタは、エクシヴに加えてFR車の可能性を探るためチェイサーを投入した。
1997年のレギュレーション改正ではオーバーフェンダーの装着（全幅1,800mm以下）、リアウィングの大型化（ルーフ高未満）が認められ、車両の改造自由度が増した。また、ウエイトハンディキャップ制が次の大会以降にも継続してウエイトを搭載する累積方式に変更された。ウエイトは最大で70kgまでなので、3連続優勝しても90kgになることはない。4位以下で次のレースから10kg減らされる。
前年チャンピオンの服部が渡米（最終戦にのみスポット参戦）したため、2年連続してチャンピオン不在のシーズンとなった。第1・2戦の富士スピードウェイは雨と霧によりスタート前に中止されたため、第3・4戦のTIサーキット英田が事実上の開幕戦となった。
ホンダ勢は中子修と黒澤琢弥（アコード）、日産は本山哲（プリメーラ）がタイトル争いを展開。最終戦、富士インターTECの第2レース（第16戦）では、16周目のヘアピン進入で本山のインを突いた中子がブレーキをロックさせ本山に接触、本山のマシンは損傷・スピンして順位を落とした。この接触でタイトルの望みが消えた本山は、中子に報復するため、1周のスロー走行の後、18周目の100Rでアウトから来た中子に接触し、中子はコースアウト・クラッシュした。その後、本山はピットに戻りレースを終えた（この件で中子と本山にはペナルティが科せられた。本山は、後に行われたフォーミュラニッポン最終戦とJGTC オールスター戦への出場を停止された）。しかし、唯一残った黒澤は不調に終わったため、中子がシリーズチャンピオンとなる。チームタイトルもチーム無限に戴冠。
この年で日産、ホンダが撤退。プライベーターとして参戦していたオペル、BMWも撤退した。

### 1998年（平成10年）
シーズン前半にプライベーターチームからインプレッサワゴンが出場してはいたが、実質トヨタ（チェイサーとエクシヴ）のワンメイクレースとなった。
当初は全9大会で行われる予定だったが、十勝スピードウェイ、仙台ハイランドでの開催が中止となり、レース距離も従来の約100kmの2レース以外に、最長200kmの1レースも行われた。また、第3戦には新たに開催されたサーキット、ツインリンクもてぎの西コースを使った変則オーバルで100kmの1レースが行われたが、これ以来このコースで全日本の格式レースは開催されていない。ウェイトハンディは累積方式を取り止めて96年レギュレーションに戻している。
トヨタのワンメイクながらも、ワークス勢のチェイサー対プライベーター勢のエクシヴという図式や、グリッド順がレース結果で上位下位が入れ替わるというリバースグリッド採用などで見ようによっては面白いシーズンでもあった。チェイサーは前年よりもさらなる軽量化、高剛性化などの進化を続けて臨み、ポイントリーダーの関谷正徳が快調に勝利を積み重ねてシリーズチャンピオンとなった。関谷は初年度に加えて最終年度でもチャンピオンとなった事でJTCCドライバーの代名詞ともなった。チームタイトルもトヨタチームトムスが獲得した。
この年を最後にJTCCは消滅し、日本のツーリングカーレースの歴史も終焉を迎えた。
そして、最終戦の富士ではJTCグループA時代から13年間続いた「インターTEC」が同時に終了した。それもスーパー耐久との併催レースとして100kmの1レースのみで行われ、出場車は9台のみとJTCCおよびインターTECのラストレースとしてはこの上なく寂しいものとなった。優勝者はプライベーターとして出場した金石勝智（エクシヴ）。

## 後継カテゴリー
1998年限りでJTCCが終了した後の受け皿として、シリーズを運営していた日本ツーリングカー選手権協会（TCCA）は、1999年より独自のパイプフレームシャシーを用い、3Lの量産V6エンジンにツインターボを装着するなどの改造をし搭載した「スーパーシルエット」によるシリーズの開催を目指し、実際に試作車により1998年の最終戦「インターTEC」においてデモンストレーションランも行われた。
当時参加者の間で問題とされていた参戦費用の高騰に対し全車共通のパイプフレームの使用や、エンジン改造部品，ギアボックスやブレーキ 等に共通の公認部品を設定するなどの費用軽減が計画された。しかしすでに全日本GT選手権（JGTC、現・SUPER GT）という同等の迫力のGTレースが存在していたことや、自動車メーカーが直接関与することを規制したこと、低コストなレースとしてもスーパー耐久がすでに存在したことなどの理由から参加者が集まらず、シリーズ開催は実現しなかった。X100系トヨタ・チェイサーの意匠を取り入れた試作車が一台のみ製作されデモ走行が何度か行われたに留まった。
しかし2014年からSUPER GTのGT500クラスでは、クラス1と呼ばれるシルエットタイプカーを導入していることから、時代の先を行き過ぎていたとも言える。

## 復活構想
2010年8月2日に世界ツーリングカー選手権（WTCC）プロモーターは、コンコルドマネジメント社と広告代理店のアサツーDKとのパートナーシップにより、2012年に新JTCCの開催をWTCCホームページにて発表。同年10月26日には発表会が開催され、翌2011年WTCC日本ラウンドにて正式に宣言された。WTCCなどと同じスーパー2000規定を用いたもので、同シリーズは中国ツーリングカー選手権（CTCC）とパートナーシップを結び、日本5戦、中国1戦の6戦が開催される計画であった。さらに、将来的にはJTCCとCTCCとの共同でアジアンツーリングカー選手権の開催も予定された。
しかし、その後シリーズに関するアナウンスも、シリーズカレンダーも発表されなかったが、2011年3月11日に発生した東日本大震災の影響で2012年の開催を断念し、1年後の2013年の開催を目指すというコメントが、2011年12月22日にコンコルドマネジメント社代表の水野雅雄によって発表され、同時に2012年はエキシビジョンレースの開催も発表された。しかし2014年現在、実現に至っておらず公式のアナウンスもされていない。

## 歴代チャンピオン
| 年     | ドライバーズ （マシン）            | チームズ                |
| ------ | ---------------------------------- | ----------------------- |
| 1994年 | 関谷正徳 （TOYOTA CORONA）         | BMWチームシュニッツァー |
| 1995年 | スティーブ・ソパー （BMW318i）     | BMWチームシュニッツァー |
| 1996年 | 服部尚貴 （ジャックスアコード）    | TOYOTA TEAM TOM's       |
| 1997年 | 中子修 （Castrol無限ACCORD）       | TEAM 無限HONDA          |
| 1998年 | 関谷正徳 （ESSO TOM’S チェイサー） | TOYOTA TEAM TOM's       |

## 主なエントラント
- トムス
- シュニッツァー・モータースポーツ
- ムーンクラフト
- 無限
- セルモ
- RACING PROJECT BANDOH
- 土屋エンジニアリング
- object T
- ダンディライアン
- FET極東
- NISMO
- ハセミモータースポーツ
- ホシノインパル
- 中嶋レーシング
- チーム国光
- HKS
- マツダスピード
- SYMS
- 近藤レーシングガレージ
- インギング

## テレビ放送
前身のJTC時代からMOTER LAND2（テレビ東京系）では各戦後にダイジェストを放送。また最終戦インターTECもJTC時代からフジテレビ系で録画中継があった。

1995年から1997年まではNHK-BS1にて各レースのダイジェストを週末に主に1時間の枠で放送していた。